# دستگاه گازشوی خیس
دستگاه گازشوی خیس یا دستگاه اسکرابر خیس (به انگلیسی: Wet scrubber) انواع دستگاه‌هایی را توصیف می‌کند که آلاینده‌ها را از گازهای دودکش کوره یا دیگر جریان‌های گاز حذف می‌کنند. در یک دستگاه گازشوی خیس، جریان گاز آلوده با مایع پاک‌کننده، با پاشش آن با مایع، با فشار دادن آن به داخل یک حوضچه مایع یا با روش تماسی دیگر، در تماس با مایع پاک‌کننده قرار می‌گیرد تا آلاینده‌ها حذف شوند.

## بخش‌ها
برخی از اجزایی که ویژه فرایند شستشوی خیس هستند عبارتند از:
- دستگاه گازشوی (اسکرابر) ونتوری
- اتاقک/برج اسپری
- دستگاه گازشوی (اسکرابر) اسپری سیکلون
- بستر آکنده
- دستگاه گازشوی (اسکرابر) اجکتور ونتوری